# Henrik Forsberg
Henrik Forsberg, né le 16 février 1967 à Borlänge, est un fondeur et biathlète suédois.

## Biographie
Mari de la championne de biathlon Magdalena Forsberg, il a participé à quatre reprises aux Jeux olympiques entre 1992 et 2002, dont les trois premières en ski de fond et la dernière en biathlon, avec pour meilleur résultat une neuvième place en 1992. Il a gagné une épreuve de Coupe du monde de ski de fond à Falun en 1991.
Il se reconvertit dans le biathlon en 1999. Il obtient quelques bons résultats, signant notamment deux podiums en Coupe du monde à Lake Placid et Osrblie en 2001. Il prend part à ses quatrièmes Jeux olympiques en 2002, cette fois-ci en biathlon, avant de prendre sa retraite sportive.

## Palmarès en ski de fond

### Coupe du monde
- Meilleur classement général : 6e en 1991.
- 4 podiums individuels dont 1 victoire.

## Palmarès en biathlon

### Jeux olympiques d'hiver
| Épreuve / Édition      | Individuel | Sprint | Poursuite | Départ en masse                  | Relais |
| ---------------------- | ---------- | ------ | --------- | -------------------------------- | ------ |
| JO 2002 Salt Lake City | 47e        | 63e    | -         | Épreuve inexistante à cette date | 14e    |

Légende :
- : épreuve inexistante lors de cette édition.

### Coupe du monde
- Meilleur classement général : 29e en 2001.
- 2 podiums individuels : 1 deuxième et 1 troisième place.